# Elezioni amministrative in Italia
Le elezioni amministrative in Italia sono i procedimenti elettorali consistenti nella chiamata quinquennale alle urne dei cittadini per esprimere il voto per il rinnovo dei consigli comunali e, dal 1993, per la contestuale elezione diretta del sindaco (figura che, in precedenza, era eletta dal consiglio comunale tra i suoi componenti).
Dal 1951 al 2013 le amministrative comprendevano anche le elezioni provinciali, in occasione delle quali si votava per il rinnovo del consiglio provinciale e, dal 1993 al 2013, per la contestuale elezione diretta del presidente della provincia (figura che, in maniera simile al sindaco nei comuni, era eletta dal consiglio provinciale tra i suoi componenti).
Dal 2014 in poi le elezioni provinciali si svolgono invece in forma indiretta, in quanto sia il consiglio sia il presidente della provincia sono eletti a suffragio ristretto dai consiglieri dei comuni appartenenti alla provincia stessa.

## Fonti normative
Le norme italiane vigenti in materia di elezioni amministrative sono:
- D.P.R. 570/1960[2]
- Legge 53/1990[3]
- Legge 81/1993 (elezione diretta del sindaco, del presidente della provincia, del consiglio comunale e del consiglio provinciale)[4]
- D.P.R. 132/1993[5]
- Decreto legislativo 197/1996[6]
- Decreto legislativo 267/2000 (T.U. delle leggi sull'ordinamento degli enti locali)[7]